# Mannerupskatten
Mannerupskatten er et depotfund bestående af sølvgenstande fra ældre germansk jernalder (400-500 e.Kr.), som blev fundet nær landsbyen Mannerup syd for Osted på Sjælland i 2012.
Fundet består af omkring 3000 genstande, heriblandt romerske mønter, fingerringe, sølvbarrer og adskillige hundrede sølvgenstande, der er klippet i stykker. Der er også smykker fra Norden og et service fra Romerriget. Fundet havde en vægt på omkring 7000 g og var samlet i et lerkar. Det er den største samling sølv fundet i Danmark fra denne periode.
Fundet blev gjort af tre amatørarkæologer med metaldetektor. Roskilde Museum udførte en udgravning og fandt de mange genstande fordelt over et område på ca 1.700 meter2.
Der blev i alt fundet seks mønter: fire hele og to halve. De ældste er sandsynligvis slået under Constantius 2. (regerede 355-360). Omkring 1,5 kg af fundet bestod af sølvbarrer. De mange ituklippede genstande lod sig kun i ringe grad identificere.
Fundet blev udstillet på Lejre Museum.
Skatten kom på Slots- og Kulturstyrelsens liste over de 10 vigtigste arkæologiske fund fra 2012.